# Pugilato ai XVIII Giochi del Mediterraneo
I tornei di pugilato ai XVIII Giochi del Mediterraneo si sono svolti dal 25 al 30 giugno 2018 presso il Pabellón de Torredembarra.
Si è gareggiato in nove diverse categorie, tutte maschili.

## Calendario
Il calendario delle gare è stato il seguente:
| ● | Competizioni | ● | Finali |

| Giugno/Luglio |    |    |    |    |    |    |    |    |    |
| 22            | 23 | 24 | 25 | 26 | 27 | 28 | 29 | 30 | 1º |
|               |    |    | ●  | ●  | ●  | ●  | ●  | 9  |    |

## Risultati
| Evento                   | Oro                    | Argento             | Bronzo                               |
| fino a 52 kg (dettagli)  | Gabriel Escobar        | Hussin Al Masri     | Manuel Cappai Dusan Janjić           |
| fino a 56 kg (dettagli)  | Raffaele Di Serio      | Krenar Zeneli       | Bilel Mhamdi Ali İhsan Alağaş        |
| fino a 60 kg (dettagli)  | Sofiane Oumiha         | Hakan Doğan         | Reda Benbaziz Alaa Shili             |
| fino a 64 kg (dettagli)  | Tuğrulhan Erdemir      | Abdelhaq Nadir      | Johann Orozco Alexandros Tsanikidis  |
| fino a 69 kg (dettagli)  | Walid Sedik Mohamed    | Youba Sissokho      | Onur Şipal Ahmed Tabai               |
| fino a 75 kg (dettagli)  | Ahmad Ghosoun          | Salvatore Cavallaro | Trifun Dašić Bengoro Bamba           |
| fino a 81 kg (dettagli)  | Abdelrahman Abdelgawad | Bayram Malakan      | Mohamed Houmri Polyneikis Kalamaras  |
| fino a 91 kg (dettagli)  | Aziz Abbes Mouhiidine  | Toni Filipi         | Paul Omba-Biongolo Burak Aksın       |
| oltre i 91 kg (dettagli) | Yousry Hafez           | Mohamed Firisse     | Djamili-Dini Aboudou Mohamed Mulayes |

## Medagliere
| Posizione | Paese   | Oro | Argento | Bronzo | Totale |
| --------- | ------- | --- | ------- | ------ | ------ |
| 1         | Egitto  | 3   | 0       | 0      | 3      |
| 2         | Italia  | 2   | 1       | 1      | 4      |
| 3         | Turchia | 1   | 2       | 3      | 6      |
| 4         | Siria   | 1   | 1       | 1      | 3      |
| 4         | Spagna  | 1   | 1       | 1      | 3      |
| 6         | Francia | 1   | 0       | 3      | 4      |
| 7         | Marocco | 0   | 2       | 0      | 2      |
| 8         | Albania | 0   | 1       | 0      | 1      |
| 8         | Croazia | 0   | 1       | 0      | 1      |
| 10        | Tunisia | 0   | 0       | 3      | 3      |
| 11        | Algeria | 0   | 0       | 2      | 2      |
| 11        | Grecia  | 0   | 0       | 2      | 2      |
| 11        | Serbia  | 0   | 0       | 2      | 2      |
| Totale    | Totale  | 9   | 9       | 18     | 36     |